# Хориокапилляры
Хориокапилляры (лат. choroidocapillaris) — капилляры собственно сосудистой оболочки глаза (хориоидеи). Образуют тонкую густую сосудистую сетку — хориокапиллярную пластинку (lamina choroidocapillaris), которая прилегает к мембране Бруха и обеспечивает питательными веществами внешние слои сетчатки. Сосудистая оболочка сетчатки — самая богатая сосудами ткань в человеческом организме. На её кровоснабжение приходится 98 % всего глазного кровотока: наружные отделы сетчатки снабжают кровью хориокапилляры. Во внутренние отделы кровь поступает из разветвлённой системы центральной артерии сетчатки. Хориокапилляры человека были впервые описаны Якобом Ховиусом в 1702 году, Даниель Эшрихт в 1838 году дал этой структуре научное название. В 1896 году Э. Пассера описал их как звездообразные, ветвящиеся капилляры под пигментным эпителием сетчатки. В 1961 году Стюарт Дюк-Элдер и Кеннет Уайбар отметили, что эта сеть капилляров расположена в одной плоскости.
Хориокапилляры выполняют множество функций, которые включают поддержание фоторецепторов, фильтрацию отходов, образующихся во внешней сетчатке, и регулирование температуры жёлтого пятна. Стенка капилляра проницаема для белков плазмы, что, вероятно, имеет большое значение для снабжения пигментного эпителия витамином А. Кровеносные сосуды хориоидеи можно разделить на две категории: хориокапилляры и более крупные артерии и вены, которые расположены чуть позади хориокапиллярного слоя (их легко увидеть на глазном дне альбиноса, потому что сосуды закрывает минимальный пигмент). Хориокапилляры образуют один слой анастомозирующих, фенестрированных капилляров с широкими просветами, большинство из которых обращены к сетчатке. Просвет примерно в три-четыре раза больше, чем у обычных капилляров, так что два или три эритроцита могут проходить через капилляр в ряд, тогда как в обычных капиллярах клетки обычно идут по одному. Клеточная мембрана сокращается до одного слоя в местах отверстий, облегчая перемещение веществ через стенки сосудов. Случайные перициты (клетки Руже), которые могут выполнять сократительную функцию, обнаруживаются вокруг стенки капилляра. Перициты обладают способностью изменять местный кровоток. Хориокапиллярный слой наиболее плотен в макулярной области, где он является единственным источником кровоснабжения небольшой области сетчатки. Хориокапилляры является уникальным для сосудистой оболочки и не продолжается в цилиарное тело.